# Stefan Hell
Stefan Walter Hell (* 23. prosince 1962, Arad) je německý fyzik, který v roce 2014 získal za rozvoj mikroskopie s velmi vysokým rozlišením Nobelovu cenu za chemii společně s Ericem Betzigem a Williamem Moernerem.
Narodil se v Rumunsku v rodině patřící k tamní německé menšině. Doktorát z fyziky získal na univerzitě v Heidelbergu roku 1990. V letech 1991 až 1993 pracoval v molekulární laboratoři v Heidelbergu, kde realizoval principy 4Pi mikroskopie. Prokázal tím, že je možné výrazně zlepšit rozlišovací schopnosti fluorescenčního mikroskopu. Spolu s vědci z Institutu Maxe Plancka vyvinul mikroskop, který dokáže získat a zaznamenat obrázky z mozku živých zvířat s dříve nedosažitelným rozlišením méně než 70 nanometrů. V letech 1993 až 1996 působil na univerzitě v Turku. Od října 2002 je jedním z ředitelů Institutu Maxe Plancka v německém Göttingenu. V roce 2006 dostal Německou cenu budoucnosti.